# Johann Michael Wilm

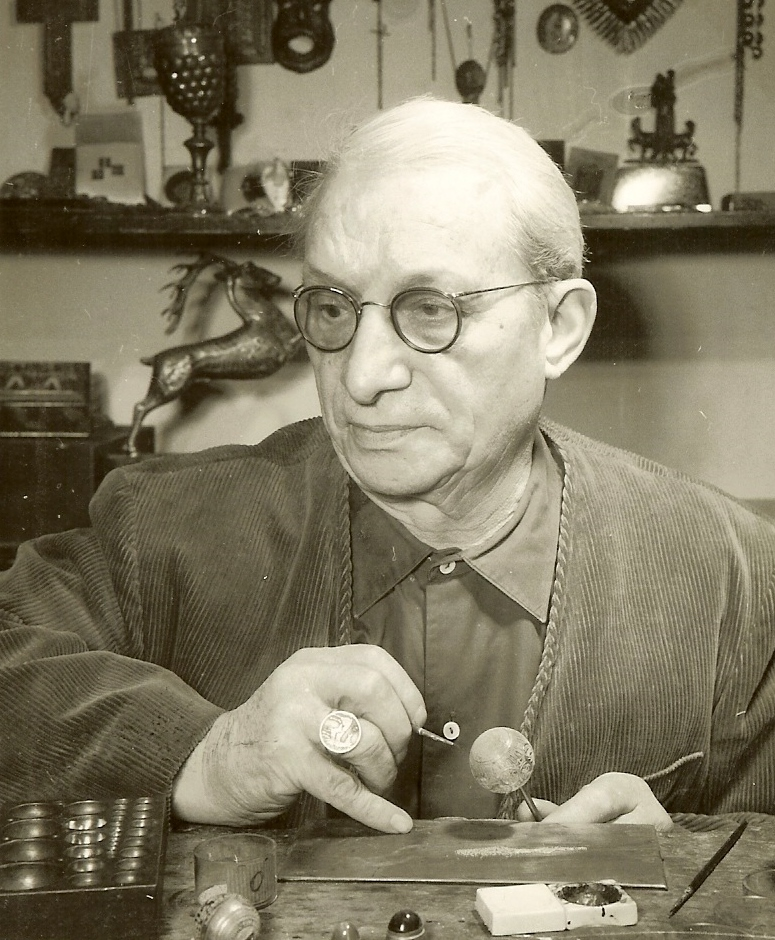
Johann Michael Wilm

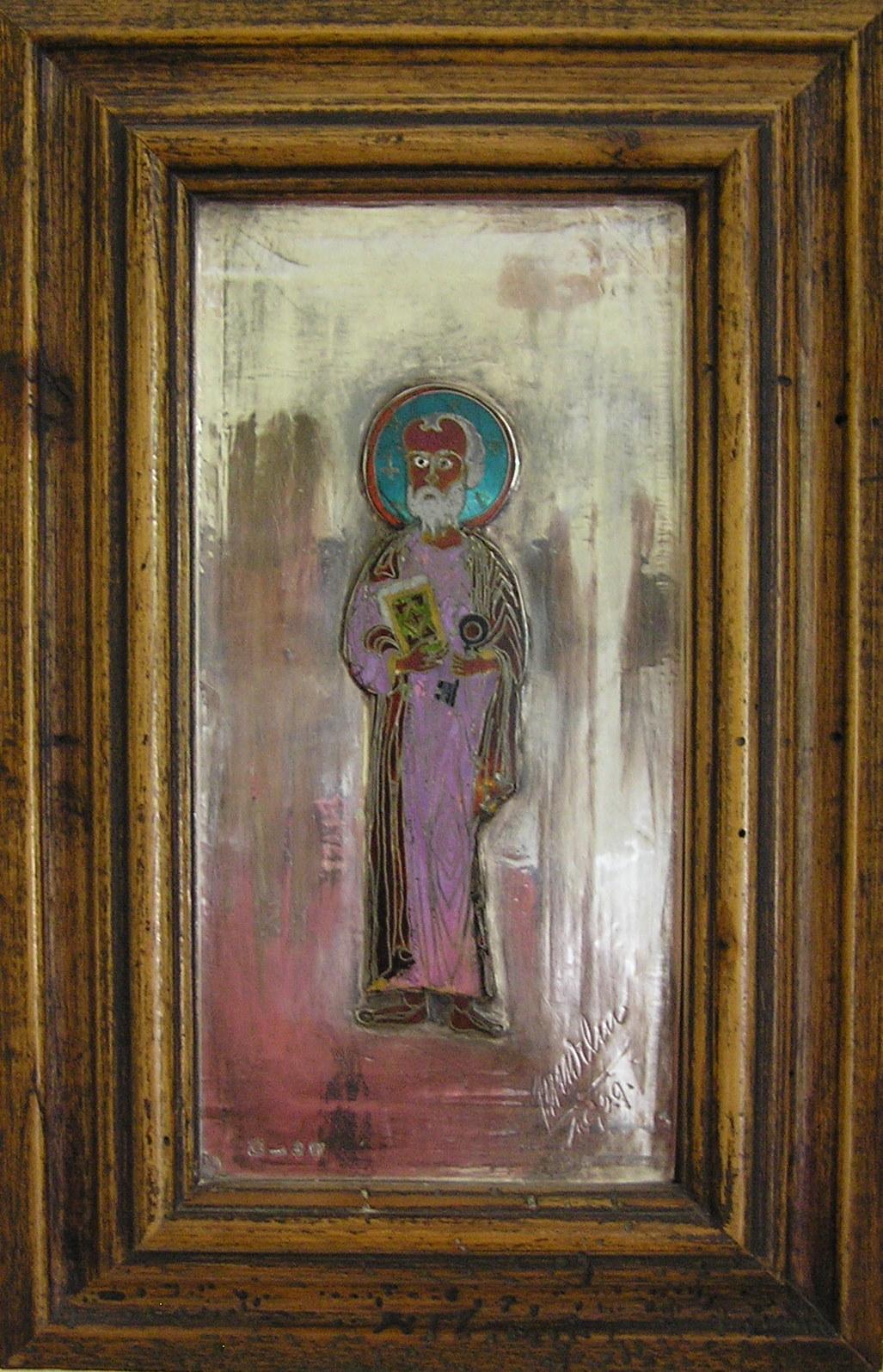
Zellenschmelzemail auf Silber, Darstellung des Hlg. Petrus

Johann Michael Wilm (* 20. Januar 1885 in Dorfen; † 1. August 1963 in München) war ein deutscher Goldschmied.

## Leben

### Ausbildung und Werdegang
Johann Michael Wilm ging bei seinem Vater Joseph Wilm (1856–1922) als Goldschmied in die Lehre. Seine Gesellenzeit absolvierte er bei verschiedenen Meistern in Kitzbühel, Bad Tölz und Partenkirchen. In den Jahren 1908 bis 1910 arbeitete er als Juwelenmonteur in Hanau; daneben betrieb er ein Studium an der staatlichen Zeichenakademie Hanau.
Von 1910 bis 1912 folgte ein Aufenthalt in New York. Nach seiner Rückkehr nach Deutschland, bis zum Beginn des Ersten Weltkriegs 1914, hielt er sich in Berlin auf. Dort versah er die Leitung der Werkstätte des Bruders Joseph Wilm (der jüngere), der inzwischen einen Lehrauftrag an der Kunstgewerbeschule erhielt und die Lehrwerkstätte für Gefäßtreiben führte; ebenfalls in Berlin legte Wilm seine Meisterprüfung ab.

### Künstlerisches Werk
Nach dem Ersten Weltkrieg gründete Johann Michel Wilm 1919 eine eigene Werkstätte in München.
Angeregt durch das Buch von Marc Rosenberg zur Technischen Grundlage der Geschichte der Goldschmiedekunst (1918), machte er Anfang der 1920er Jahre erste Versuche, dem Geheimnis der etruskischen Granulationstechnik auf die Spur zu kommen. Zwischen 1920 und 1922 entstanden erste erfolgreiche Arbeiten in dieser Technik nach antiken Vorbildern, damit war die Wiederentdeckung der verloren gegangenen etruskischen Granulation gelungen. Die Arbeiten riefen in der Fachwelt und bei Kunden große Begeisterung hervor. Typisch für Wilms Arbeiten war, kleine Geschichten aus dem Leben der späteren Träger des Schmuckstücks in Granulationstechnik zu gestalten.
Ab Mitte der 1920er Jahre schuf er neben der Granulation auch erste Arbeiten in der byzantinischen Zellenschmelz-Emaille-Technik. Zwischen 1950 und 1960, als Krönung seines Werkes, unternahm er (zusammen mit seinen beiden Söhnen, besonders Johann Michael Wilm, jun.) die Restaurierung des Limburger Domschatzes, darunter der Stab des Hl. Petrus (980 in Trier hergestellt, 1822 dem Limburger Dom geschenkt).
1956 erfolgte dann die Restaurierung der Heilig-Blut-Reliquie der Abtei Weingarten.
Im weiteren Schaffen sind zahlreiche sakrale Kunstwerke (Tabernakel, Monstranzen, Kelche) für Münchner Kirchen und Kapellen vertreten. (So 1958 ein Vortragskreuz für den Dom zu München).
Typisch für Wilms künstlerisches Werk, neben der Granulation, sind in den 1930er Jahren Masken-Motive. Besonders sein Schmuck, gestaltet in sog. Laubwerktechnik, mit filigranen Blättchen in verschiedenen Formen und Rebranken mit Trauben mit Brillanten, Perlen und anderen Edelsteinen, wurde zu seinem Markenzeichen.

## Zitat
„Wenn ich einen Anhänger oder Ring mache, dann denke ich weniger daran, dass eine Frau diesen Schmuck tragen wird, als daran, dass sie ihr Herz daran hängen möge. Gold und edle Steine sind das unvergängliche und ewige Material dieser Welt und wenn man vielleicht nach einigen tausend Jahren daran geht, unsere Epoche auszugraben, dann wird man hoffentlich nicht nur Reste von Nähmaschinen und elektrischen Kochern stoßen, sondern hie und da auch ein Schmuckstück finden; dann soll dieses Werk unsere ganze Welt widerspiegeln und zeigen, dass selbst die Geburtswehen der Technik unsere Sehnsucht nach Schönheit, unsere Liebe zu Schmuck und edler Form nicht verdrängt haben und ersterben ließen.“

## Auszeichnungen
- 1936–1940: Goldmedaille der Triennale, Mailand
- 1937: Grand Prix der Weltfachausstellung Paris
- 1937: Verleihung des Ehrenringes der Gesellschaft für Goldschmiedekunst
- 1950–1954: Ehrendiplom der Triennale, Mailand

## Ausstellungen
- 1921 bis 1931: Glaspalast München, regelmäßige Ausstellungsbeteiligung – Verlust aller Exponate bei dessen Brand am 6. Juli 1931.
- 1924 bis 1941: Leipziger Messe, Grassi Museum Leipzig
- 1936 bis 1954: VI., VII., IX. und X. Triennale, Mailand
- 1942: Berlin, Gemeinschaftsausstellung mit Elisabeth Treskow und Martin Seitz (Steinschneider)
- 1947 bis 1960: Teilnahme an Ausstellungen über Sakrale Kunst in Mailand, Bologna, Oberammergau, Hamburg, München
- 1955: Lenbachhaus – Einzelausstellung anlässlich des 70. Geburtstags
- 1960: Handwerkskammer München – Einzelausstellung anlässlich des 75. Geburtstags
- 1961: Lindau, Künstlerhaus Thurn und Taxis – Gemeinschaftsausstellung mit Renée Sintenis
- 2005: Galerie P13 München – Gedächtnisausstellung J.M. Wilm, Thema „Granulation“ – Arbeiten von mehreren Künstlern
- 2007: Sparkassensaal Dorfen – „Die Dorfener Goldschmiedfamilie Wilm“